# Flow (группа)
Flow (стилизуется FLOW) — японская рок-группа, образованная в 1998 году как группа из пяти человек, состоящая из двух вокалистов, барабанщика, басиста и гитариста. Находятся под лейблом Sacra Music. По состоянию на январь 2021 года группа выпустила 36 синглов, 11 студийных альбомов. Их песни были использованы для нескольких аниме и японских телесериалов.
«Okuru Kotoba», первый кавер-сингл группы, был выпущен в январе 2003. Весной этого же года, их первый полноценный альбом «SPLASH!!!» дебютировал на втором месте Ориконского чарта.
В июле 2003 FLOW выпустили сингл «BURASUTA». В апреле 2004 года был выпущен «GO!!!», продержавшийся в Ориконском топ 10 чарте три недели. В мае 2004 FLOW выпустили свой первый важный альбом, названый «GAME».
Цепочка синглов тянулась до 2005 года, пока группа не выпустила свой третий альбом, «Golden coast». Песни «GO!!!» и «Re: member» стали вступительными песнями к аниме «Наруто». Песня «Colors» в 2006 году стала первой заставкой к сериалу Code Geass. В 2008 году группа записала вторую заставку к Code Geass — «World End». Их последняя песня ANSWER стала вступлением к драме Tantei Gakuen Q. В 2009 песня «Sign» стала вступительной песней к аниме Naruto Shippuuden.

## Состав
| Сценический псевдоним | Настоящее имя  | Дата рождения | Позиция в группе               |
| --------------------- | -------------- | ------------- | ------------------------------ |
| Коси                  | Асакава Коси   | 22.04.1977    | Вокалист, ритм-гитарист        |
| Кэйго                 | Наяси Кэйго    | 01.07.1977    | Вокалист                       |
| Такэси                | Асакава Такэси | 31.08.1978    | Ведущий гитарист, бэк-вокалист |
| Ивасаки               | Хироси Ивасаки | 21.11.1969    | Барабанщик                     |
| Гото                  | Ясутаро Гото   | 26.01.1977    | Басист, бэк-вокалист           |

## Дискография

### Студийные альбомы
- Splash!!! (2003)
- Game (2004)
- Golden Coast (2005)
- Isle (2008)
- #5 (2009)
- Microcosm (2010)
- Black & White (2012)
- Flow The Max!!! (2013)
- 26 a Go Go!!! (2014)
- #10 (2016)
- Tribalythm (2019)

### Мини-альбомы
- Flow #0 (2001)
- Sunshine 60 (2002)
- Like a Rolling Snow (2002)
- Nuts Bang!!! (2009)
- Fighting Dreamers (2017)